# تيسير الهيب
حيدر وحيد تيسير هايب (أو آل الهيب) (العبرية: תייסיר אל-היב) هو الرقيب الإسرائيلي البدوي في الجيش الإسرائيلي، الذي أطلق النار على ناشط مدني من حركة التضامن العالمية توم هرندل، في حين على واجب في غزة في 11 أبريل 2003. توفي هورندال في يناير 2004 بعد غيبوبة استمرت تسعة أشهر. حُكم على هايب بالسجن ثماني سنوات بتهمة القتل الخطأ. تم تخفيف عقوبته في يوليو 2010. وهو شقيق أميرة الهيب، أول امرأة بدوية إسرائيلية تنضم إلى الجيش الإسرائيلي.

## التحقيق
في البداية، ادعى هايب أنه أطلق النار على رجل يرتدي زيا عسكريا كان يطلق النار على الجنود. ومع ذلك، أظهرت الأدلة الفوتوغرافية بوضوح أن توم كان يرتدي سترة برتقالية زاهية، مما يدل على أنه أجنبي. وكان هيب هدافًا حائزًا على جوائز، وكان لبندقيته مشهد تلسكوبي. قال إنه صوب أربع سنتيمترات من رأس هورندال، «لكن [هرندل] تحرك». وكما نقل عن جريدة الجارديان الاميركية فقد ادعى هيب أنه كانت سياسة قائمة انذاك بإطلاق النارعلى المدنيين العزل.
في مايو 2004، مثل تيسير هيب امام المحكمة بتهمة القتل غير المتعمد في مقتل توم هيرندال، وعرقلة سير العدالة والسلوك غير اللائق. وفي أغسطس 2005، أُدين بالقتل الخطأ وعرقلة سير العدالة وحُكم عليه بالسجن ثماني سنوات.

## اطلاق سراحه
كان من المقرر إطلاق سراح هايب في أغسطس 2010، بعد أن قررت لجنة عسكرية برئاسة المحامي العام أفيشاي ماندلبليت تقصير مدة عقوبته بسبب حسن السلوك.
ورفضت لجنة الجيش حجج النيابة العسكرية بأن الإفراج المبكر قد يضر بالعلاقات بين إسرائيل والمملكة المتحدة، وقالت إنه «لم يعد يشكل أي تهديد للمجتمع من وجهة نظرهم». أُطلق سراح هايب أخيرًا في 8 سبتمبر / أيلول 2010، بعد أن قضى ستة أعوام ونصف العام من عقوبته.